# 'Abdu'l-Bahá

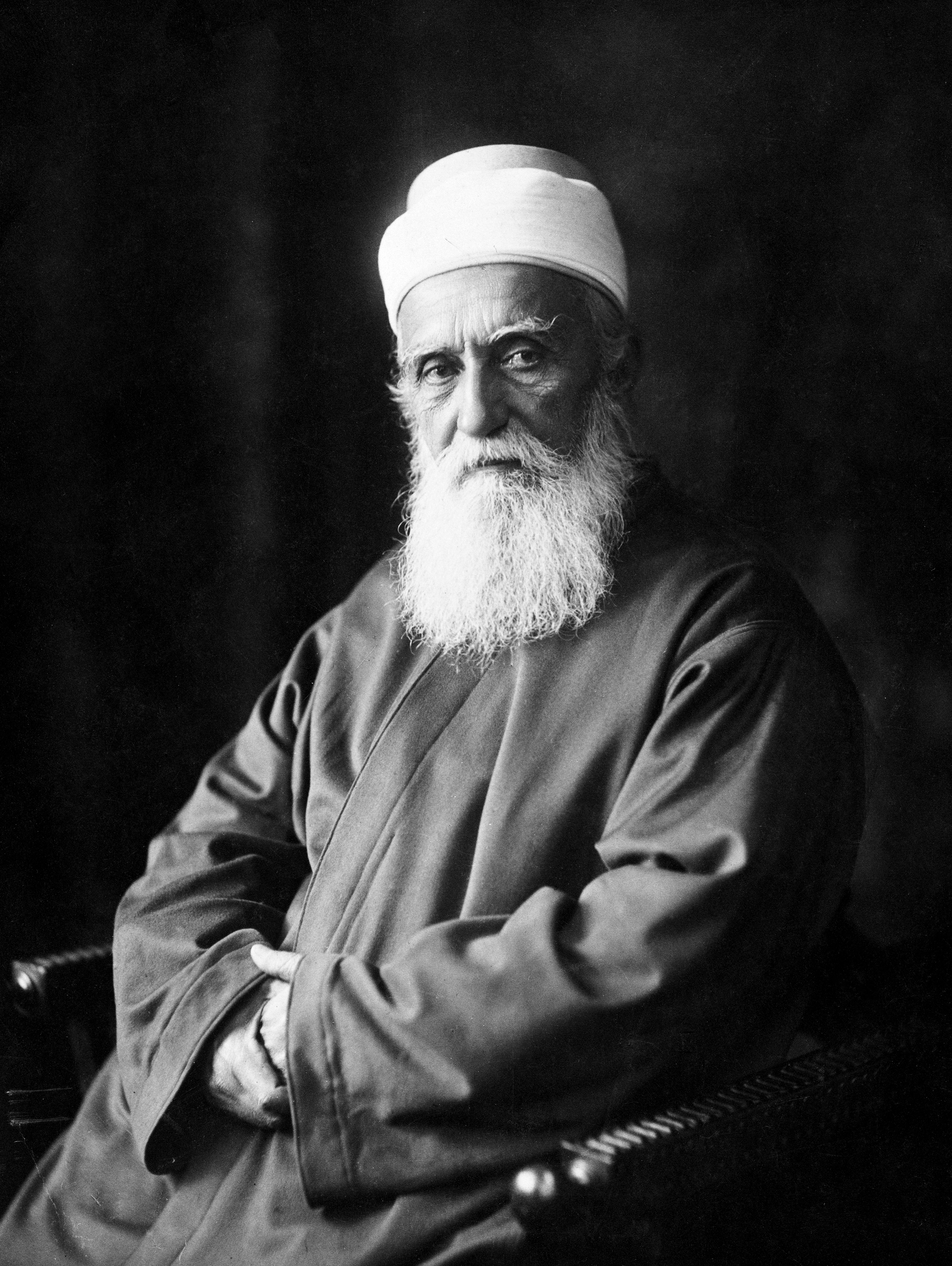
'Abdu'l-Bahá

 'Abdu'l-Bahá 'Abbás Effendí (Teheran, 23 mei 1844 – Haifa, 28 november 1921) beter bekend als  'Abdu'l-Bahá, was de zoon van Bahá'u'lláh, profeet en de stichter van het bahai-geloof. 'Abdu'l-Bahá werd benoemd door zijn vader, om het centrum van het Verbond, enige uitlegger van de bahai-geschriften en het voorbeeld van bahai-leven te zijn.
Zijn reizen naar het Westen, en zijn "Tafelen van het Goddelijke Plan" verspreidden de bahai-boodschap voorbij zijn Perzische wortels en zijn "Wil en Testament" legden de fundamenten voor het huidige bahai-bestuursstelsel.
'Abdu'l-Bahá's eigen naam was 'Abbás Effendí, maar hij gaf de voorkeur aan de titel 'Abdu'l-Bahá (dienaar van de glorie van God). Hij wordt in bahai-teksten vaak aangeduid als de "Meester".

## Achtergrond

### Vroege leven
'Abdu'l-Bahá werd geboren in Teheran, Perzië op 23 mei 1844 (5 Jamadiyu'l-Avval, 1260 AH), als oudste zoon van Bahá'u'lláh en Navváb. Hij werd geboren op precies dezelfde avond waarop de Báb zijn missie verklaarde. Een gebeurtenis die 'Abdu'l-Bahá sterk trof, was de gevangenneming van zijn vader toen 'Abdu'l-Bahá negen jaar oud was. De opsluiting was de oorzaak dat zijn familie werd teruggebracht tot armoede en dat hijzelf, door andere kinderen aangevallen werd op straat.

### Jaren in ballingschap met zijn vader
Bahá'u'lláh werd verbannen na zijn vrijlating uit de gevangenis. 'Abdu'l-Bahá vergezelde zijn vader op de reis naar Bagdad in de winter van 1853. Tijdens de reis kreeg 'Abdu'l-Bahá bevriezingsverschijnselen. Toen Bahá'u'lláh zich in 1854 terugtrok in de bergen van Suleimaniya, was 'Abdu'l-Bahá niet meer dan tien jaar en bedroefd over de scheiding met zijn vader. Tijdens zijn jaren in Bagdad bracht 'Abdu'l-Bahá veel tijd door met het lezen van de geschriften van de Báb, hij schreef commentaren op verzen uit de Koran en sprak met geleerden in de stad. In 1856, toen hij het nieuws hoorde dat zijn vader in de bergen van Koerdistan vertoefde, vertrok 'Abdu'l-Bahá samen met enkele familieleden en vrienden om Bahá'u'lláh te vragen terug te keren naar Bagdad.
In 1863 werd Bahá'u'lláh verbannen naar Constantinopel (Istanboel). Zijn hele familie en ook de negentien jarige 'Abdu'l-Bahá, vergezelde hem op deze 110-dagen durende reis. 'Abdu'l-Baha volgde zijn vader tijdens de verdere verbanning naar Adrianopel (Edirne) en ten slotte Akká, Palestina (nu Akko, Israël). in deze periode nam hij geleidelijk aan een meer leidende rol. 
Door de onhygiënische omstandigheden in de citadel, werden veel bahai-gelovigen bij aankomst ziek en 'Abdu'l-Bahá verzorgde de zieken. Bovendien werd verteld aan de inwoners van Akko, dat de nieuwe gevangenen vijanden waren van de staat, van God en zijn religie. Samenwerken met hen werd ten strengste verboden. De bahai-gelovigen werden dus geconfronteerd met vijandige ambtenaren en inwoners. 'Abdu'l-Bahá schermde zijn vader voor een groot deel af van deze aanvallen. Na verloop van tijd, nam hij geleidelijk aan de verantwoordelijkheid op voor de relaties tussen de kleine bahai-gemeenschap in ballingschap en de buitenwereld. Het was door zijn interactie met de bevolking van Akko dat, volgens de bahai-gelovigen, hun onschuld werd erkend. Hierdoor werden de gevangenismaatregelen versoepeld. Uiteindelijk mocht Bahá'u'lláh de stad verlaten en nabijgelegen plaatsen bezoeken.

### Familieleven
'Abdu'l-Bahá trouwde met Munirih Khánum (1848–1939) in maart 1873, ze hadden negen kinderen. Vijf overleden als kind. Munirih was de dochter van Mírzá Muhammad `Alí Nahrí' van Isfahán, die enkele jaren voor het huwelijk van zijn dochter stierf. Enkele jaren na het overlijden van haar vader hadden Bahá'u'lláh en Asiyih Khanum belangstelling getoond om haar te laten trouwen met 'Abdu'l-Baha. Na een lange reis vanuit Iran via Mekka, kwam Munirih Khanum eindelijk aan in Akko. Zij trouwden in het huis van 'Abbud. Zij was vijfentwintig, hij was achtentwintig jaar oud.
De oudste dochter Díyá'íyyih Khánum werd de moeder van 'Abdu'l-Bahá's erfgenaam, zijn oudste kleinzoon Shoghi Effendi. De andere drie dochters waren Tuba Khanum, Ruha Khanum en Munavvar Khanum.

## Reizen naar het Westen

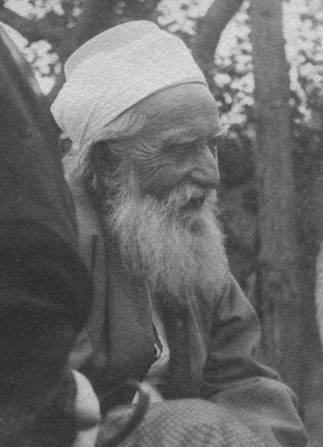
'Abdu'l-Bahá, tijdens zijn reis naar de Verenigde Staten

De staatsgreep van de Jong-Turken in 1908 zorgde ervoor dat alle politieke gevangenen in het Ottomaanse Rijk, inclusief 'Abdu'l-Bahá, bevrijd werden. Het eerste dat hij deed na zijn bevrijding was het bezoeken van de graftombe van Bahá'u'lláh in Bahjí. Hoewel 'Abdu'l-Bahá direct na de revolutie in Akko woonde, verhuisde hij al snel naar Haifa in de buurt van de graftombe van de Báb. In 1910 begon hij aan een drie jaar durende reis naar Egypte, Europa en Noord-Amerika met het doel zijn vaders leringen te verspreiden en de bahai-gemeenschappen in het westen te ondersteunen.
Van augustus tot december 1911 bezocht 'Abdu'l-Bahá steden in Europa, waaronder Londen, Bristol en Parijs.
In het jaar daarop maakt hij een veel uitgebreidere reis naar de Verenigde Staten en Canada. Hij arriveerde in de stad New York op 11 april 1912, nadat hij een aanbod om met de RMS Titanic te reizen had afgeslagen. Hij vroeg de bahai-gelovigen in plaats daarvan, te "doneren aan liefdadigheid." Hij reisde in een langzamer schip, de SS Cédric, en gaf als reden, zijn voorkeur voor een langere reis over zee. Bij aankomst in New York, regelde hij een privé-ontmoeting met de overlevenden van de gezonken Titanic. Die vroegen hem of hij wist dat de Titanic zou zinken. Hierop antwoordde 'Abdu'l-Baha: "God geeft de mens gevoelens van intuïtie". Hoewel hij de meeste tijd in New York spendeerde, bezocht hij Chicago, Cleveland, Pittsburgh, Washington D.C., Boston, Philadelphia, New Hampshire, de Green Acre school in Maine, en Montreal (zijn enige bezoek aan Canada). Vervolgens reisde hij westwaarts naar Minneapolis, San Francisco, Stanford en Los Angeles voor hij begon met de terugreis naar het oosten eind oktober. Op 5 december 1912 vaarde hij terug naar Europa.
Aangekomen in Europa bezocht hij Londen, Parijs (waar hij twee maanden verbleef), Stuttgart, Boedapest en Wenen. Ten slotte keerde hij op 12 juni 1913 terug naar Egypte, waar hij voor een periode van zes maanden verbleef voor hij terugkeerde naar Haifa.

## Laatste jaren

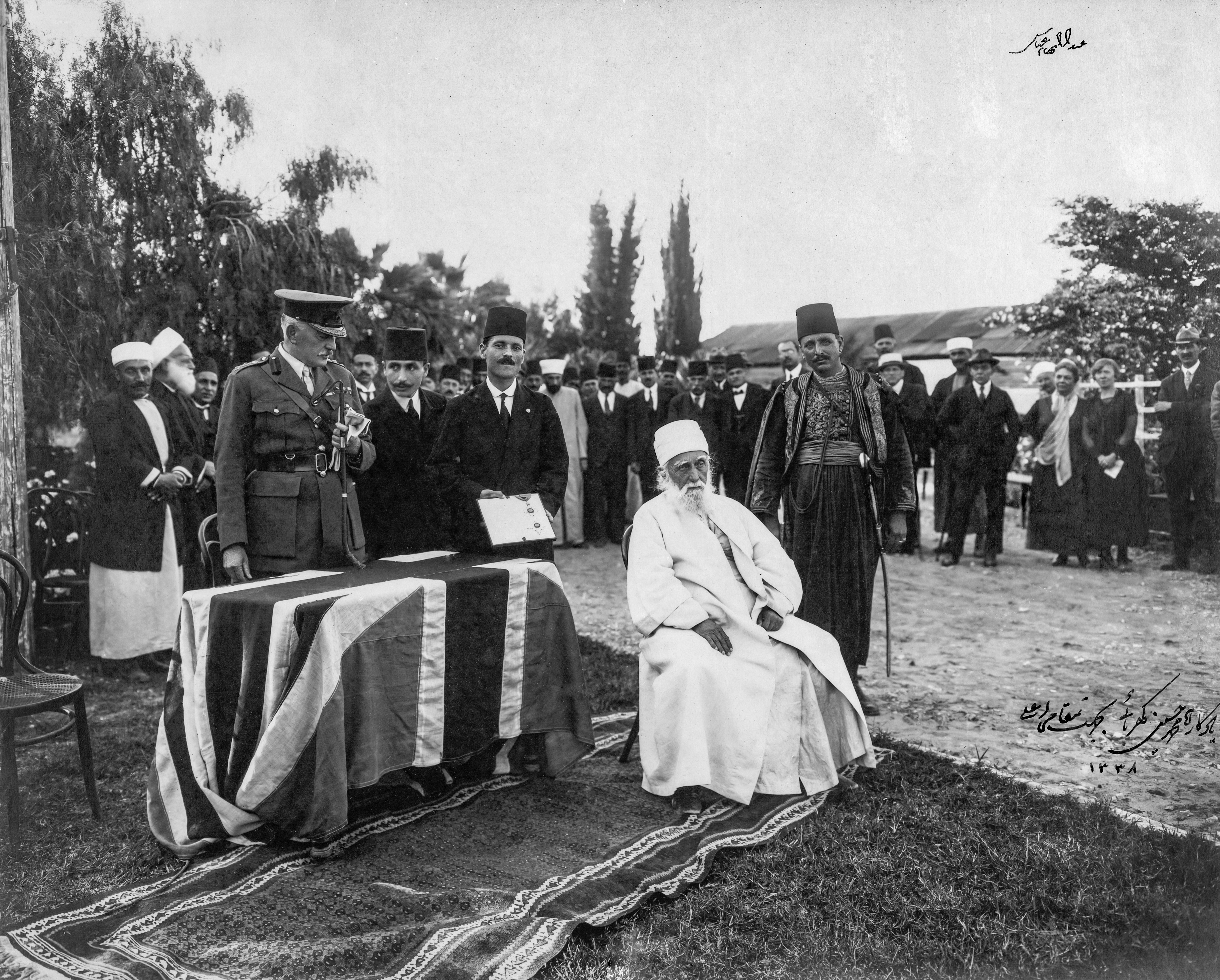
'Abdu'l-Bahá werd geridderd in april 1920

Tijdens de Eerste Wereldoorlog verbleef 'Abdu'l-Bahá in Palestina, onder de voortdurende dreiging van geallieerde bombardementen en bedreigingen van de Turkse commandant. Toen de oorlog eindigde, bracht het Britse mandaat over Palestina, relatieve veiligheid voor 'Abdu'l-Bahá. Tijdens zijn laatste jaar kwamen een groeiend aantal bezoekers en pelgrims naar Haifa om hem te zien.
Op 27 april 1920 werd hij benoemd tot Ridder Commandeur in de Orde van het Britse Rijk namens het Britse Mandaat van Palestina voor zijn inspanningen op humanitair gebied tijdens de oorlog.

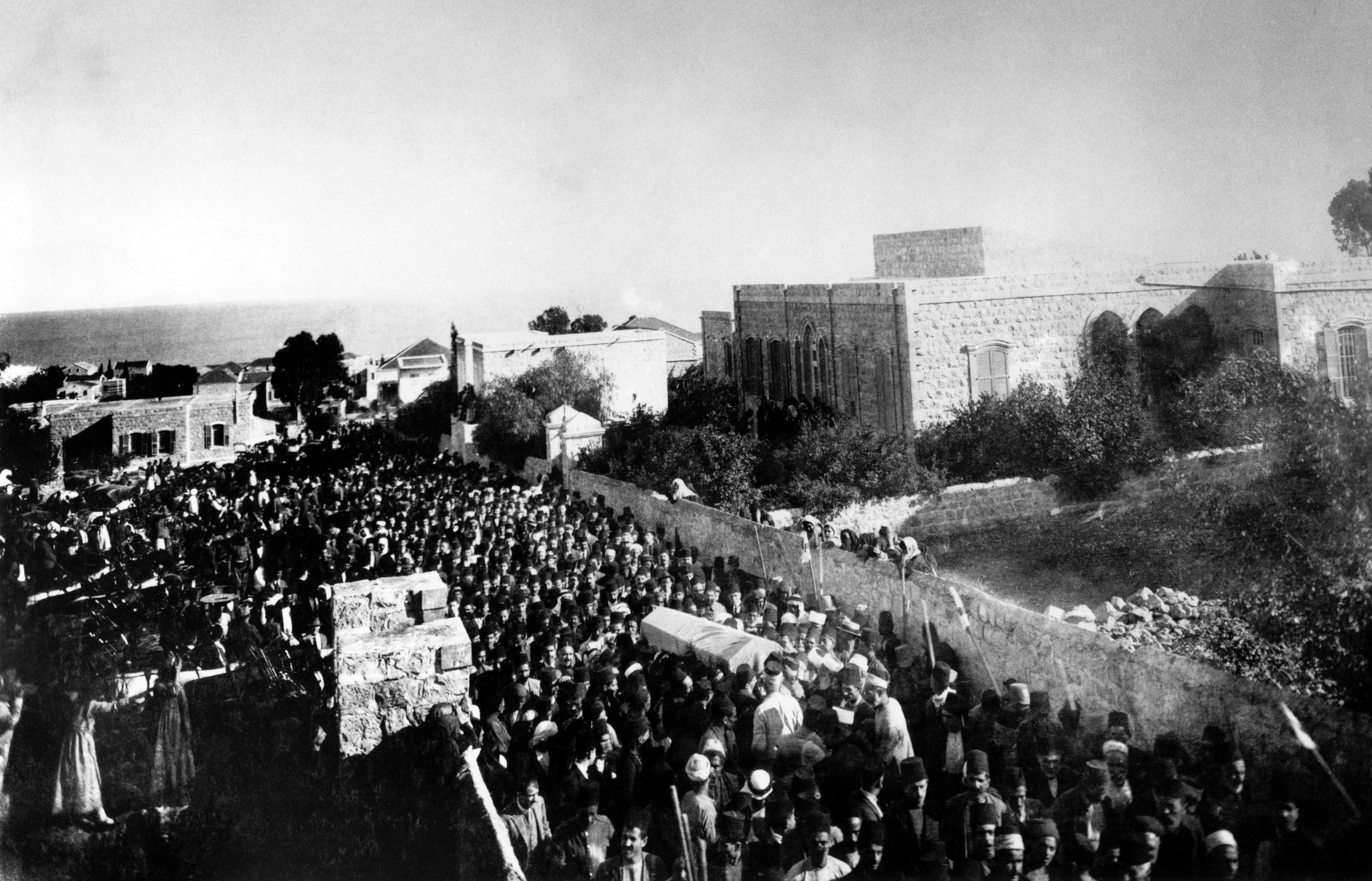
Begrafenis van 'Abdu'l-Bahá op de Berg Karmel in 1921

'Abdu'l-Bahá overleed op 28 november 1921. Hij is begraven in de voorkamer van de graftombe van de Báb op de berg Karmel. Er zijn plannen om een aparte graftombe voor 'Abdu'l-Bahá te bouwen. In zijn testament benoemde hij zijn kleinzoon Shoghi Effendi Rabbani als de behoeder van het bahai-geloof.

## Werken
De totale schatting van het aantal brieven die 'Abdu'l-Bahá schreef is meer dan 27.000, waarvan slechts een fractie is vertaald naar het Engels dan wel Nederlands.
Het volgende is een lijst van enkele van de vele boeken, brieven en toespraken:
- Beantwoorde Vragen (2023 vertaling)
- Het Vraagstuk van Universele Vrede – De Tafelen aan Den Haag
- Een keuze uit de toespraken van ‘Abdu’l-Bahá
- Tafel aan professor Forel
- Testament van ‘Abdu’l-Bahá
- Tafelen van het Goddelijk Plan
- Toespraken in Parijs (gearchiveerd)
- Selections from the Writings of ‘Abdu’l-Bahá
- Light of the World: Selected Tablets of ‘Abdu’l-Bahá
- The Secret of Divine Civilization
- The Promulgation of Universal Peace
- ‘Abdu’l-Bahá in London
- A Traveller's Narrative: Written to illustrate the episode of the Bab
- Memorials of the Faithful